# Kap Meteor
Kap Meteor eller Kapp Meteor är den östligaste udden på Bouvetön (Norge) i södra Atlanten. Den ligger i kustområdet Mowinckelkysten, norr om Svartstrandastranden och kännetecknas av branta klippor. Udden blev kartlagd av en tysk expedition år 1898 under Karl Chun, och namngavs efter Meteor, det tyska expeditionsfartyget under kapten Fritz Speiss som besökte ön 1926.